# Universidad de los Andes (Colombia)
La Universidad de los Andes es una universidad privada con sede en Bogotá y Cartagena. Fue fundada en 1948 por Mario Laserna Pinzón. Lo apoyaron Nicolás Gómez Dávila, Hernán Echavarría Olózaga, Mauricio Obregón, José María Chaves, Álvaro Castaño Castillo, Gustavo Santos, Jorge Gaitán Cortés, Alfonso López y Francisco Pizano de Brigard, entre otros amigos que compartían el propósito del fundador de crear en Colombia una institución de educación superior inspirada en el modelo universitario de Estados Unidos, laica, humanista, económicamente sostenida con filantropía e independiente de la Iglesia, el gobierno y los partidos políticos del país.
Cuenta con 731 profesores de planta de los cuales el 73% tiene doctorado. Está compuesta por 12 unidades académicas divididas en 10 facultades, la Escuela de Gobierno Alberto Lleras Camargo y el Centro Interdisciplinario de Estudios sobre Desarrollo. Ofrece 43 programas de pregrado, 33 especializaciones, 76 maestrías y 17 doctorados. Acredita más de 143 grupos de investigación y posee un sistema de bibliotecas con una colección de 681.717 volúmenes que datan desde la Edad Media hasta la actualidad.
El 26 de enero de 2015, el Ministerio de Educación Nacional, le otorgó la Acreditación Institucional de Alta Calidad por 10 años. Clasificaciones como el World University Ranking de Quacquarelli Symonds la ubican entre las 220 mejores universidades del mundo, entre las 5 primeras de América Latina y la mejor de Colombia. también es conocida por ser la Universidad más costosa de Sudamérica.

## Historia
Desde su fundación en 1948, el matemático, humanista, político y periodista Mario Laserna Pinzón, no solo concretó el apoyo de numerosos intelectuales y dirigentes colombianos como Nicolás Gómez Dávila, el expresidente Alberto Lleras Camargo y el médico Roberto Franco, sino contacto con personalidades de la comunidad intelectual y científica internacional, como Albert Einstein, John von Neumann y Salomon Lefschetz, los filósofos Dietrich von Hildebrand y Jacques Maritain, el premiado dramaturgo y novelista estadounidense Thornton Wilder, el historiador Arnold Toynbee y los educadores españoles Luis de Zulueta y Federico de Onis, entre otros.
El propósito del fundador era ofrecer una formación profesional con enfoque humanista e introducir los avances científicos que conoció durante su formación como matemático en las universidades de Columbia y Princeton. Los Andes inició actividades académicas en 1949 con cerca de 70 estudiantes en un conjunto de viejos edificios como la antigua cárcel de mujeres, el convento de las monjas del Buen Pastor y algunas pequeñas fábricas, que sumaban cerca de 25.000 metros cuadrados. Su funcionamiento se logró con pequeñas y grandes donaciones de familiares y amigos del fundador, así como de personas y organizaciones privadas, regidas bajo el principio de construir una universidad privada sin ánimo de lucro a base de espíritu público. Paulatinamente reunió un calificado cuerpo docente conformado por destacados académicos del país y el exterior que decidieron respaldar el proyecto de modernizar la educación superior en Colombia, para formar dirigentes que contribuyeran a solucionar la violencia originada por la confrontación política y para atender las demandas de su dinámico proceso de industrialización y transformación social por el auge de la urbanización y la crisis del sector rural.
En la década de 1960, la universidad adquirió lotes para dar abasto a la creciente población estudiantil y docente, al crecimiento de la investigación, la apertura de nuevas carreras y la constante internacionalización que empezó mediante acuerdos con universidades de los Estados Unidos y se amplió con las de Europa. Fue un periodo en el que se erigieron las primeras edificaciones de la Institución (William McCarthy —actual Bloque J— y el edificio Franco —actuales bloques G y Gb—) En este proceso participaron fundaciones extranjeras como Ford y Rockefeller, así como gobiernos y universidades de Holanda y Alemania.
Los nuevos predios incorporados al campus en los siguientes años fueron: los del Campito de San José, los del refugio para Gamines, los de La Gata Golosa y los de la antigua Cervecería Germania. De esta manera, para finales de la década de los años 1980, Los Andes registró un área predial aproximada de 8 hectáreas y un área construida de 37 400 m² (metros cuadrados).
En 1988, Alfredo de Brigard y Daniel Bermúdez formularon el "Plan Integral de Desarrollo" de la planta física de la universidad. Se construyeron los edificios Lleras y Aulas, los cuales brindaron espacios exclusivos para la academia. Así, a finales de 1998, tenía un Campus de 9,52 hectáreas de área predial y 52 629 m² (metros cuadrados) de área construida, y alrededor de 6500 estudiantes.
Con el "Programa de Desarrollo Integral" de 2001-2005, la universidad pasa de tener 73 186 m² construidos a tener 155 829 m². El 81 % de las nuevas construcciones corresponden a dos edificaciones localizadas en predios contiguos pero construidas por fuera del predio central: el Edificio Mario Laserna (Bloque ML) y el Edificio Julio Mario Santo Domingo (Bloque Sd). Hasta la fecha, el Campus suma 9,9 hectáreas de área predial, 163 961 m² construidos y 80 edificaciones. La Institución ha crecido a lo largo de su existencia y ha ampliado la oferta académica. En 2015 se inauguró el programa académico de Contaduría Internacional, orientado a la formación que profesionales que aspiran a ejercer como servidores públicos.
Además de contar con la certificación del Consejo Nacional de Acreditación en sus pregrados, la Universidad de los Andes posee acreditación internacional ABET para sus programas de: Ingeniería Ambiental, Ingeniería Civil, Ingeniería Eléctrica, Ingeniería Electrónica, Ingeniería Industrial, Ingeniería Mecánica, Ingeniería Química e Ingeniería de Sistemas y Computación. Por otra parte, la Facultad de Administración cuenta con la acreditación Triple Corona, título que la convierte en una de las escuelas de negocios más prestigiosas del mundo.
En la actualidad, la Universidad de los Andes cuenta con 12 facultades y 24 departamentos.

## Símbolos
El Bobo. Los estudiantes, y profesores, convirtieron la estatua de San Alberto Magno, en un elemento sumamente representativo del campus de la Universidad. El Gobierno Alemán, en 1964 con la amable gestión de la Universidad de Maguncia donó la estatua del sabio del siglo XII, esta se convirtió en un punto de encuentro y elemento representativo para la comunidad Uniandina. Desde la rectoría de Rudolf Hommes (1995-1997) se instauró una fiesta anual inspirada en su figura de aire simple. El original de esta réplica se encuentra en Colonia.
Séneca. La mascota de la universidad es una cabra llamada Séneca. Se remonta a finales de los años cuarenta cuando una cabra deambulaba por el campus. Los estudiantes la adoptaron y la convirtieron en un icono. En 1966 la cabra murió al caer de un barranco, a partir de entonces se han podido ver siete cabras llamadas Séneca en el campus. 
En el año 2016, para conmemorar los 68 años de la Universidad de Los Andes, se hizo un concurso para rediseñar la iconografía de Séneca, la mascota. El ganador fue Jonathan Estrada, que presentó el diseño actual de la mascota. Actualmente Séneca es un eje fundamental de la iconografía e imagen pública de la universidad.

## Facultades
Los Andes divide su actividad académica en facultades y estas a su vez en algunos casos en departamentos desde los cuales se ofrecen tanto programas de pregrado como postgrado:
- La facultad de Administración incluye los programas de Administración y Contaduría Internacional.
- La facultad de Arquitectura y Diseño, los departamentos y programas de Arquitectura y de Diseño.
- La facultad de Artes y Humanidades[26] está compuesta por el departamento de Arte, que comprende los programas de Arte y de Historia del Arte; el de Humanidades y Literatura, con el programa de Literatura; y por el departamento y programa de Música. A su vez, comprende el Centro de Estudios en Periodismo (Ceper), que acoge el recién creado pregrado en Narrativas Digitales.
- La facultad de Ciencias comprende el departamento de Ciencias Biológicas, con los programas de Biología y de Microbiología; los departamentos y programas de Física, Geociencias, Matemáticas y Química.
- La facultad de Ciencias Sociales está compuesta por los departamentos y sus respectivos programas de Antropología, Ciencia Política, Filosofía, Estudios Globales, Historia, Lenguas y Cultura, y Psicología. El departamento de Antropología es el más antiguo en Colombia, fundado en 1964.[27]
- Las facultades de Derecho, Medicina y de Economía comprenden únicamente los programas de Derecho, Medicina y de Economía.
- La Escuela de Gobierno Alberto Lleras Camargo está compuesta a su vez por el programa en Gobierno y Asuntos Públicos, y las Maestrías en Políticas Públicas, Gestión Pública y Salud Pública.
- La facultad de Ingeniería[28] comprende los departamentos y programas de las Ingenierías Biomédica, Civil y Ambiental, Eléctrica y Electrónica, Industrial, Mecánica, Química, Sistemas y Computación y de Alimentos.
- La Facultad de Educación[29] está compuesta por las licenciaturas en Artes, Ciencias Naturales, Ciencias Sociales, Humanidades, Matemáticas y Educación para la Primera Infancia.

## Campus

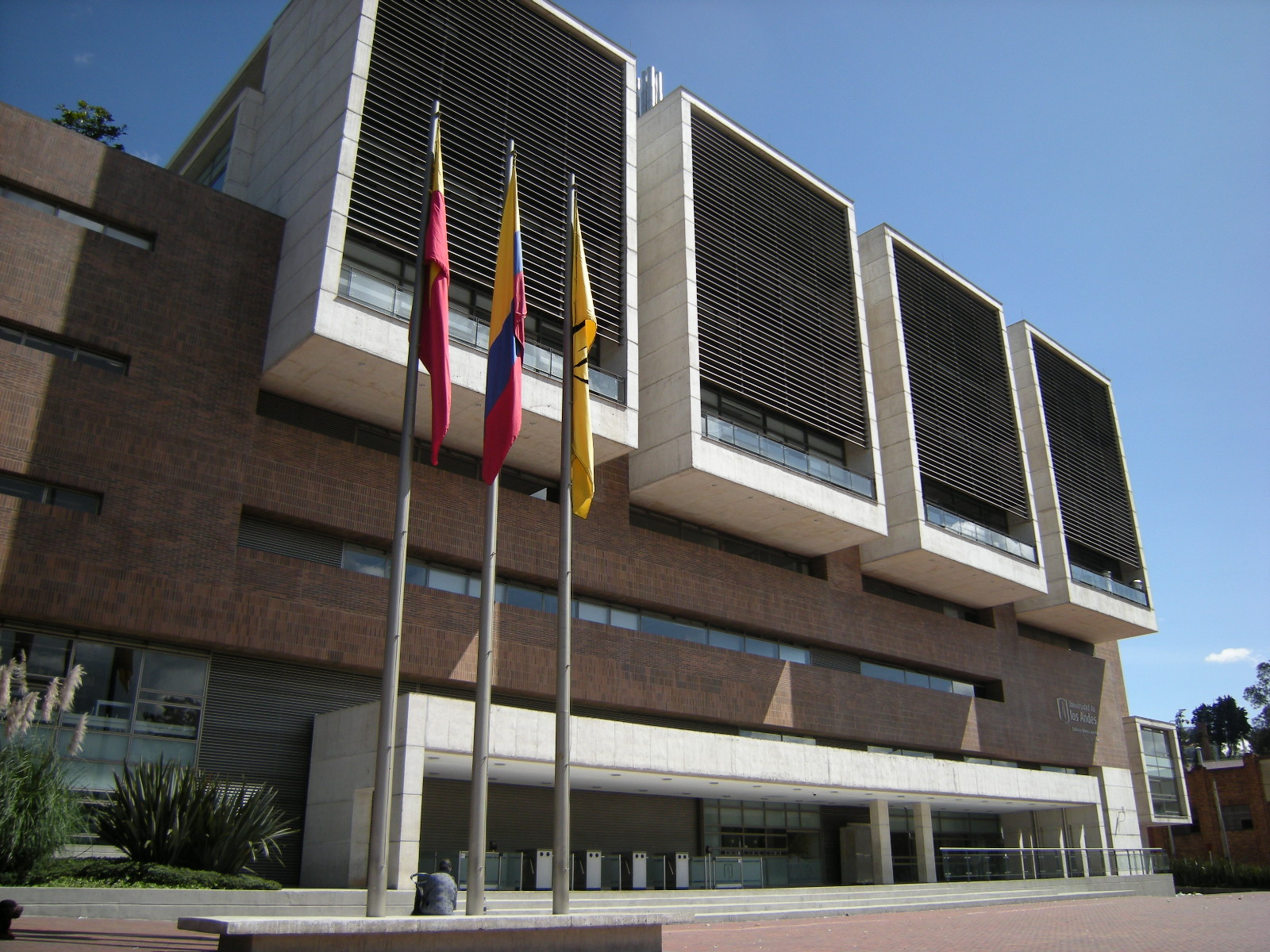
Edificio Mario Laserna.

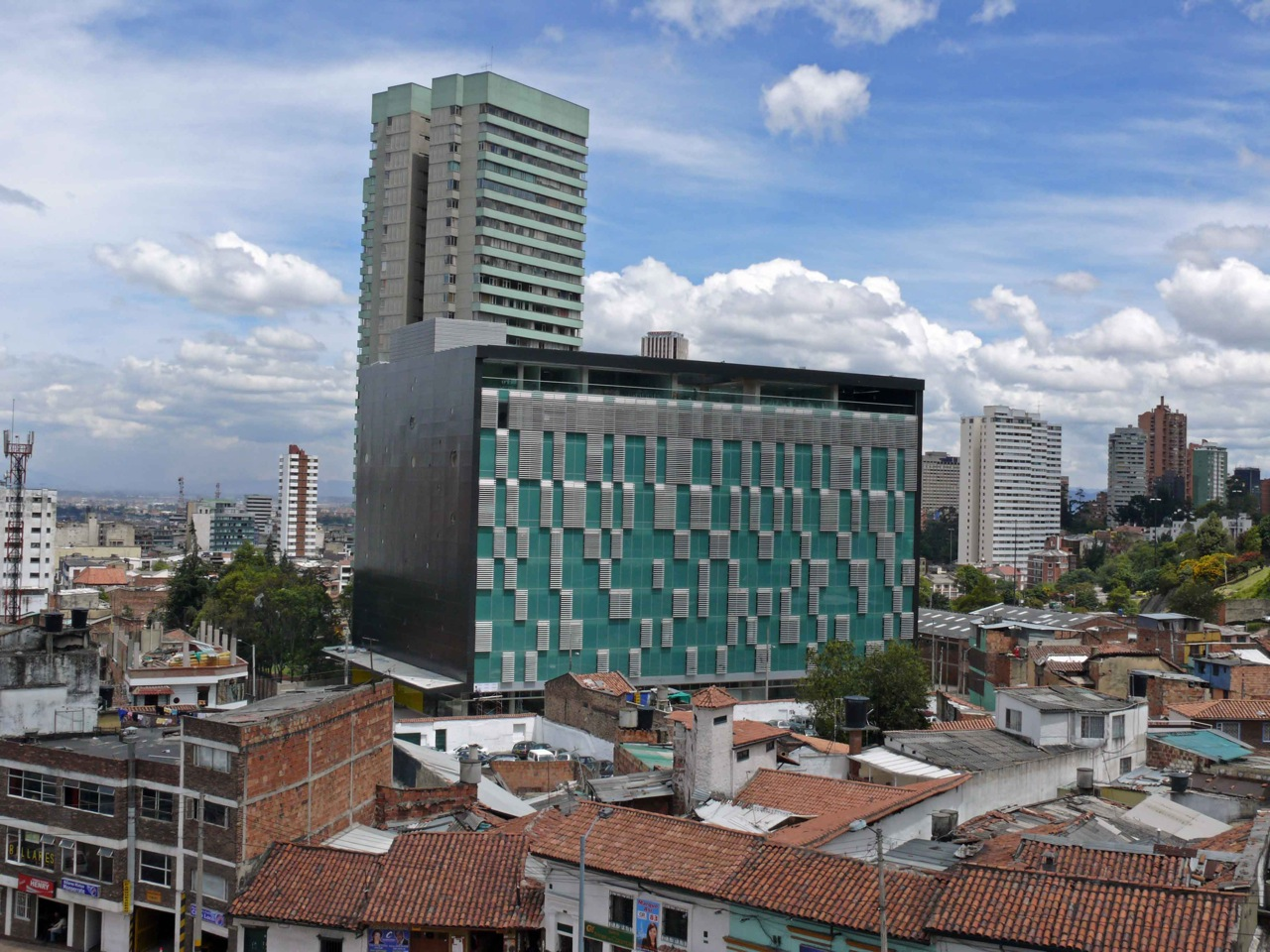
Edificio Julio Mario Santo Domingo.

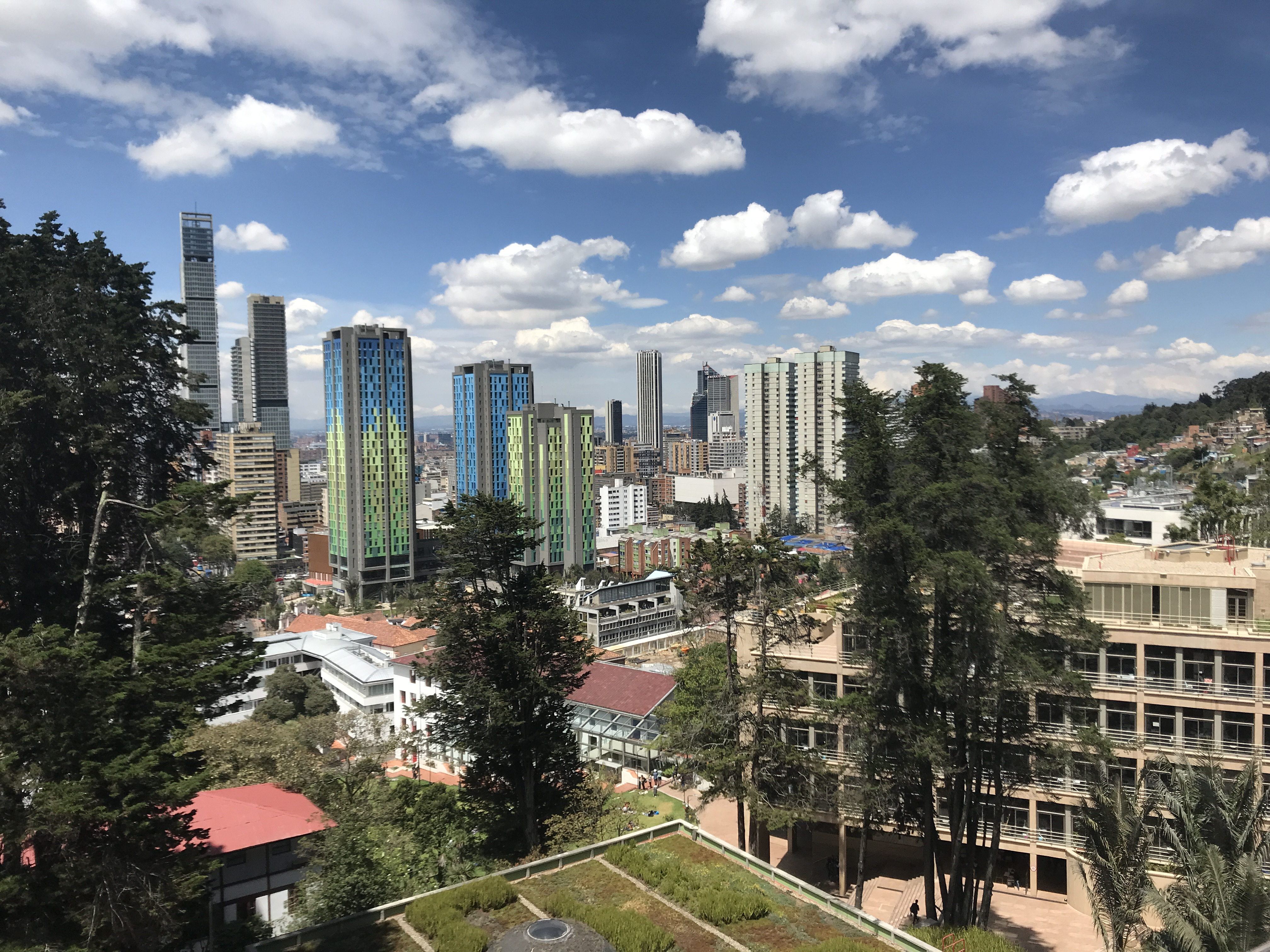
Campus urbano. En el centro hacia la izquierda, la Torre Séneca – CityU.

El campus central está ubicado en la Localidad de La Candelaria en el centro de Bogotá. En la actualidad cuenta con más de 172.000 metros cuadrados destinados a sus funciones educativas y administrativas.  Desde su fundación en 1948, la universidad se ubicó en un sector que se caracterizó desde el siglo XIX por ser industrial. Por lo tanto, su campus se ha conformado utilizando estructuras fabriles preexistentes y construyendo edificaciones nuevas. A continuación se describen varias de estas edificaciones:
- Bloque AU. Construido en 1998 con el fin de solucionar la falta de salones generales, razón por la cual se le nombró "Edificio Aulas". Este fue el primer edificio de gran tamaño construido por fuera del predio original de la Universidad.[30] Actualmente es la ubicación de la Escuela de Gobierno Alberto Lleras Camargo, el departamento de Educación Continua y más de 20 salones de diferentes tamaños.
- Bloque B. Construido entre los siglos XVIII y XX. Fue el principal pabellón de la antigua cárcel del Buen Pastor hasta que lo adquirió la Universidad. En 1976 fue reacondicionado y se reforzaron muros. Veinte años después se debió desalojar por el avanzado estado de deterioro de su techumbre. El proyecto respetó el volumen original de la construcción, e incluyó un rediseño interior, así como un reforzamiento estructural integral.
- Bloque Ga – Centro Deportivo. Nombrado en honor a la "Gata Golosa", fue inaugurado el 5 de octubre de 2009, y es el centro deportivo de la universidad. Es también conocido como "la Caneca" por la apariencia del medio cilindro que albergaba el centro deportivo original. Este edificio tiene cerca de 6.600 metros cuadrados de construcción, y cuenta con una piscina semiolímpica, un coliseo múltiple, una cancha de fútbol, muros de escalada, salón de recreación, salón de tenis de mesa, zona de squash, salón de billar, zona de ajedrez y juegos de mesa; salón de danza, cancha múltiple, salón múltiple, centro médico, gimnasio cardiovascular y de fuerza, terraza y cafetería, entre otros servicios; logrando practicar 33 deportes diferentes.
- Bloque IP. El edificio IP del Departamento de Física empezó a funcionar desde comienzos de 2010 después de su remodelación, para ampliar espacios, añadir laboratorios, oficinas de profesores, y salas de reuniones, entre otros.
- Bloque J – Edificio McCarthy. Nombrado en honor a William McCarthy (quien donó los recursos junto a la Fundación Rockefeller en los años 50) Surgió de la necesidad de la Universidad de renovar su planta física y apoyar actividades complementarias de la Facultad de Medicina. Su diseño fue producto de un concurso arquitectónico que buscaba conservar la estructura original del Bloque J, diseñado en 1958. Durante la adecuación la construcción presentó fallas estructurales y ante la incapacidad de conservarlo, los arquitectos hicieron una reconstrucción tipológica y buscaron rescatar la imagen y su relación con el campus, para obtener un edificio análogo al original. Allí se ubican los 22 laboratorios de investigación y cuatro de docencia del Departamento de Ciencias Biológicas.
- Campito. Algunas edificaciones que componen este sector de la Universidad pertenecieron al Campito de San José, fundado en 1883 por la Congregación de Hermanas de la Caridad de la Presentación de la Santísima Trinidad, para albergar su convento y un hospital, más tarde convertido en manicomio. Hoy en el patrio central están los Bloques V sobre el costado oriental, y el Bloque K, actual sede de la Facultad de Arquitectura.
- Bloque O – "Henri Yerly". Nombrado en honor al profesor Henri Yerly, hace parte de un conjunto arquitectónico que incluyó la construcción de una nueva cafetería de estudiantes. así como el espacio para un restaurante, al lado del cual se encuentra una zona de juegos de mesa, billar y ping pong. El edificio fue nombrado en honor al matemático y físico suizo que llegó a Colombia y se vinculó a la Universidad, quien tuvo a su cargo el programa de profesores visitantes de matemáticas para dictar cursos a mediados de cada año, a profesores y especialistas, con el fin de introducir nuevos temas y métodos de enseñanza para elevar el nivel científico del Departamento.
- Bloque LL – Edificio Alberto Lleras Camargo. El edificio se inserta en un estrecho predio con dos caras variables dadas por la topografía del lugar y la necesidad de articular el entorno construido. Respetar estas variables hizo romper con los preceptos clásicos de los edificios: No surge del piso sino que se entierra, y no es espacio cerrado al que se accede sino para recorrer. Ganó en 1992 el premio de Diseño Arquitectónico en la Bienal de Arquitectura. Nombrado en honor al exrector y expresidente Alberto Lleras Camargo.
- Bloque ML – Edificio Mario Laserna. Nombrado en honor al fundador y exrector Mario Laserna Pinzón es sede de la Facultad de Ingeniería, de la Biblioteca General “Ramón de Zubiría” y de un auditorio con capacidad para 600 personas. Fue construido para propiciar una nueva manera de enseñar y aprender la ingeniería de tal manera que se articulen la formación, la investigación y el trabajo de innovación con el sector empresarial; todo esto también con el fin de expandir y renovar las instalaciones de la Facultad con salones de aprendizaje en colaboración y diversos laboratorios.
- Biblioteca El Campito. Ubicada en la plazoleta del Bloque R, fue construida como antigua capilla en 1922 como parte del Campito de San José. Luego de su restauración por los arquitectos Carlos Campuzano y Gustavo Duque entre los años 1995 y 1996, se adaptó como biblioteca. Su restauración fue proyecto ganador de una mención en la XVII versión de la Bienal Colombiana de Arquitectura, y el premio de rehabilitación urbana y arquitectónica (categoría internacional) de la X Bienal Panamericana de Arquitectura de Quito.[31]
- Bloque RGB – Edificio Pedro Navas. Construido en 1925, fue sede del asilo de mujeres el Buen Pastor hasta 1939, cuando lo compró la Cervecería Germania S.A. En 1972 lo adquirió la Universidad y lo adaptó como sede administrativa. En la intervención se respetó el volumen exterior de la edificación construido en ladrillo. Es la sede de la Rectoría, las vicerrectorías, Dirección Financiera, Dirección Administrativa y Contabilidad y el Auditorio Marta Traba.
- Bloque SD – Edificio Julio Mario Santo Domingo. Sede de la Facultad de Administración, funcionan las oficinas y la biblioteca de esta unidad académica, 14 salones de clase y nueve salas de estudio.
- Bloque W – Edificio Carlos Pacheco Devia. Sede de la Facultad de Economía, este edificio comenzó a funcionar desde el 3 de agosto de 2009 y remplazó al antiguo Bloque W que fue sede de la Facultad de Ingeniería hasta 2007, antes de que se trasladara al edificio Mario Laserna. El edificio se conecta con puentes peatonales al edificio Mario Laserna (costado occidental), por el quinto piso, y también a la parte oriental del campus (cerca a El Campito), por el sexto piso. El edificio fue nombrado Carlos Pacheco Devia, en honor al fundador del grupo Colpatria, como agradecimiento por la donación que hizo el Grupo de 15 000 millones de pesos destinados a apoyar el programa de becas 'Quiero Estudiar' de la Universidad de los Andes.
- Bloque C - Facultad de Arquitectura y Diseño: Este edificio es el bloque central del campus universitario y última pieza del plan de ordenamiento que hizo Daniel Bermúdez para la Universidad de los Andes cuya primera pieza fue el edificio Alberto Lleras, premio de diseño arquitectónico en 1992. Se trata de un edificio completamente circulable, pues además de albergar estudiantes, sirve como eje de conexión entre la cafetería central, el edificio Lleras y la biblioteca de la Facultad de Economía. Esta construcción está dedicada a la pedagogía de Arquitectura y Diseño, por lo tanto, todas las instalaciones se encuentran a la vista, para que se observen los elementos que componen un edificio.[32]
- Bloque Q - Centro del Japón: El Centro del Japón es un edificio que se estableció como mecanismo para fortalecer las relaciones socioculturales entre la comunidad de la universidad y el país asiático y la región Asia-Pacífico en las áreas de la cultura, la academia y la economía. Este edificio, diseñado por los arquitectos Maribel Moreno Cantillo y Álvaro Bohórquez Rivero, fue galardonado con el Premio Fernando Martínez Sanabria al mejor proyecto arquitectónico durante la XXVII Bienal Colombiana de Arquitectura y Urbanismo en el 2020 organizado por la Sociedad Colombiana de Arquitectos.
- Centro Cívico: El centro cívico es el edificio más reciente en el Campus principal de la Universidad de los Andes. Con el regreso a las clases presenciales, el centro cívico universitario abrió sus puertas para recibir a estudiantes y profesores. El edificio, de 10 000 metros cuadrados construidos con más de 1000 m² de terrazas y plazoletas, cuenta con espacios pensados para responder las necesidades pedagógicas de la Universidad y se constituye como el primer paso de una apuesta de integración del campus con sus alrededores.

Adicionalmente la Universidad cuenta con edificios fuera del campus central como lo son:
- Bloque CP – Centro de Prácticas. Anexa a la Fundación Santa Fe, con el objetivo de tener aulas para la formación médica de sus estudiantes. El edificio fue diseñado por Pinto & Gómez Ltda. y puesto en funcionamiento en el año 2005, cuenta con 5103 m² (metros cuadrados) en 6 pisos y 2 sótanos.
- Torre Séneca – CityU. Fue inaugurado en el primer semestre de 2016. Cuenta con más de 600 camas para residencias estudiantiles.[33]
- Hacienda El Noviciado Situada en el municipio de Cota. La Hacienda El Noviciado es el lugar ideal para la realización de actividades empresariales, académicas y reuniones sociales. Allí encuentra todos los servicios logísticos necesarios para la organización y desarrollo de los eventos.

Se encuentra a disposición de toda la comunidad uniandina, empresas y particulares que requieran locación, alimentación, transporte, ayudas audiovisuales, internet, entre otros.
- Sede Caribe. Como parte de la ciudadela Serena del Mar en la ciudad de Cartagena, la Universidad construyó un complejo de 3000 m² (metros cuadrados), con salones, zonas de coworking, salas de conferencia, etc.[34]

## Investigación
En 2007 Uniandes creó la Vicerrectoría de Investigaciones para las actividades de investigación y los programas de doctorado mediante la destinación de recursos propios, la suscripción a bases de datos científicas internacionales, la actualización de infraestructura, la dotación de laboratorios y la dedicación de profesores a la investigación.
Es la universidad colombiana con mayor número de publicaciones arbitradas según la base de datos Science Citation Index del Instituto para la Información Científica con un total de 760 publicaciones en 2005.
Es la única universidad colombiana presente en el Higher Education Supplement, suplemento académico publicado por el diario británico The Times que clasifica a las universidades valorando calidad de la investigación, facilidad de empleo para el graduado, presencia internacional y cociente de estudiantes/académicos.[cita requerida]
Se ubicó en los puestos 401 a 500 en el 2006, 2007, 2008 y 2009; y en el puesto 261 en el 2014-2015 para pregrado y posgrado.
Se ubica en el lugar 44 en el ranking de 4 International Colleges & Universities y es la tercera nacionalmente en ese ranking.
Cuenta con 146 grupos de investigación reconocidos por Colciencias, de los cuales 140 están catalogados en las siguientes categorías: 41 están en la categoría A1, 17 en la categoría A, 42 en la categoría B, 23 en la categoría C, 17 en la categoría D y 6 están sin clasificar, de un total de 165 proyectos de investigación en curso, que tienen como resultado más de 100 publicaciones internacionales por año,
La universidad cuenta con un presupuesto aproximado de 5444 millones de pesos dirigidos para investigaciones, la Vicerrectoria de Investigaciones tiene a su disposición 440 millones de pesos que es el fondo común de investigaciones de las facultades. En total, el presupuesto dirigido a investigaciones supone para la universidad el 17% de sus ingresos
Entidades gubernamentales aportan la mayoría de la financiación de los proyectos con un 64 % (3457 millones de pesos), de las cuales las entidades gubernamentales nacionales cuentan con un 47 % del total (2550 millones de pesos), entidades internacionales aportan aproximadamente el 21 % del total (1168 millones de pesos).
| Año de publicación                                               | 1998 | 1999 | 2000 | 2001 | 2002 | 2003 | 2004 | 2005 |
| N.º de publicaciones                                             | 51   | 55   | 66   | 67   | 57   | 64   | 82   | 106  |
| fuente:Thomson Scientific (Institute for Scientific Information) |      |      |      |      |      |      |      |      |

En 2010 la Universidad de los Andes cuenta con 218 estudiantes matriculados en los 11 programas de doctorado.[cita requerida] Los principales temas de investigación de la Universidad de los Andes se presenta en "Lo que Investigamos".
La Universidad de los Andes es una de las instituciones con más programas acreditados y reacreditados de alta calidad por el Ministerio de Educación Nacional por medio del Consejo Nacional de Acreditación. El 24 de marzo de 2010 renovó su acreditación de Alta Calidad para el programa de ciencia política por un período de 8 años, según la resolución 2028.
Actualmente la Universidad de los Andes y la Universidad Nacional de Colombia son los centros de educación superior con mayor número de programas de maestría y doctorado en el país.[cita requerida]

## Intercambios
La Universidad de los Andes realiza convenios, alianzas y redes con entidades educativas nacionales e internacionales para obtener oportunidades de intercambio académico, cultural y científico que contribuyan a la formación integral de sus estudiantes, al fortalecimiento académico de los docentes y al posicionamiento de la Universidad en el contexto internacional.

### Alianzas
- Cooperación académica Fundación Santa Fe de Bogotá: A través del Convenio Docente Asistencial entre la Universidad de los Andes y la Fundación Santa Fe de Bogotá, desde el primer semestre el estudiante uniandino de Medicina tiene contacto con el ambiente hospitalario a través de la participación de actividades docente-asistenciales en el Hospital Universitario Fundación Santa Fe de Bogotá, cuya coordinación, organización e implementación se ha desarrollado en la Facultad de Medicina.[46]

- Alianza Educativa: En octubre de 1999 la Secretaría de Educación de Bogotá creó el primer plan de concesión de centros educativos, con prioridad para niños de estratos 1 y 2. Este plan motivó la creación de la Asociación Alianza Educativa (AAE) conformada por la Universidad de los Andes y los colegios Gimnasio La Montaña, San Carlos y Los Nogales.[cita requerida]

Un año después, en diciembre de 2000, la Asociación Alianza Educativa empezó a administrar por concesión los siguientes colegios: Argelia, Santiago de las Atalayas, Jaime Garzón, Miravalle y La Giralda.

### Redes
La Universidad de los Andes se encuentra adscrita a las redes CINDA (Centro Interuniversitario de Desarrollo), Colombia Aprende, Red Magallanes - Smile, Red enLAcE (Red Latinoamericana de Cooperación Universitaria enLAcE), Renata (Red Nacional Académica de Tecnología Avanzada y Universia.

## Clasificación académica
La Universidad de los Andes ha sido posicionada en numerosos rankings internacionales de clasificación académica como el Times Higher Education, el Quacquarelli Symonds. Según las clasificaciones, esta se ubica entre las 198 primeras universidades del mundo. Además, la universidad ha sido constantemente ubicada entre las primeras diez de América Latina, las primeras cinco de América del Sur y catalogada en varias ocasiones como la mejor de Colombia, según varios organismos nacionales como el Ministerio de Educación Nacional y el Consejo Nacional de Acreditación, el cual le otorgó a la universidad la renovación de su acreditación institucional por un lapso de diez años, convirtiéndose en la primera universidad privada de Colombia en ser acreditada el máximo tiempo que esta otorga.

## Egresados célebres
- Rodolfo Llinás – Médico- Doctorado honoris causa
- César Gaviria – Presidente de Colombia
- María Ángela Holguín – Ministerio de Relaciones Exteriores (Colombia)
- Fernando Botero Zea –  Ministerio de Defensa (Colombia)
- Gabriel Silva Luján –  Ministerio de Defensa (Colombia)
- Rafael Pardo Rueda –   Ministerio de Defensa (Colombia)
- Manuel José Cepeda Espinosa – Corte Constitucional de Colombia
- Alejandro Gaviria – Rector y Ministro de Educación Nacional de Colombia
- Mauricio Cárdenas Santamaría – Ministerio de Hacienda y Crédito Público
- Luis Caballero Holguín – Pintor
- Rogelio Salmona – Arquitecto
- Fidel Cano Correa –  CEO El Espectador
- Roberto Pombo – CEO El Tiempo
- Diana Uribe – Historiador
- Gabriela Tafur – Miss Colombia (2018)
- Paola Turbay –  Miss Colombia (1992)
- Juan Pablo Villamil –  Miembro de la banda colombiana Morat (2021)